# Tulare (Califòrnia)
Tulare és una població dels Estats Units a l'estat de Califòrnia. Segons el cens del 2009 tenia 59.535 habitants.

## Demografia
Segons el cens del 2000, Tulare tenia 43.994 habitants, 13.543 habitatges, i 10.753 famílies. La densitat de població era de 1.022,6 habitants/km².
Per edats la població es repartia de la següent manera: un 34,6% tenia menys de 18 anys, un 10,5% entre 18 i 24, un 28,7% entre 25 i 44, un 16,8% de 45 a 60 i un 9,4% 65 anys o més.
L'edat mediana era de 28 anys. Per cada 100 dones de 18 o més anys hi havia 91 homes.
La renda mediana per habitatge era de 33.637 $ i la renda mediana per família de 36.935 $. Els homes tenien una renda mediana de 31.467 $ mentre que les dones 23.775 $. La renda per capita de la població era de 13.655 $. Entorn del 16,9% de les famílies i el 20,7% de la població estaven per davall del llindar de pobresa.

## Poblacions més properes
El següent diagrama mostra les poblacions més properes.